# Panorpa sibirica
Panorpa sibirica är en näbbsländeart som beskrevs av Peter Esben-Petersen 1915. Panorpa sibirica ingår i släktet Panorpa och familjen skorpionsländor. Inga underarter finns listade i Catalogue of Life.